# Förenade jourer
Förenade jourer är en svensk paraplyorganisation som samlar stöd- och jourverksamheter med fokus på att motverka våld, övergrepp och diskriminering samt att erbjuda hjälp och stöd till utsatta individer. Organisationen fungerar som ett nätverk för samarbete och erfarenhetsutbyte mellan olika jourföreningar i Sverige. Föreningen bildades som en reaktion på bland annat riksförbundet Unizons ställningstagande mot transrättigheter. Förenade jourer bildades 2017 och beskriver sig som "en feministisk förening med syftet att verka som en samverkansplattform för Sveriges tjej-, trans- och ungdomsjourer."